# World Flora Online
World Flora Online (WFO) (en español: Flora Mundial en Línea) es un compendio que describe especies de plantas del mundo.

## Descripción
Se trata de una base de datos de acceso abierto, lanzada en octubre de 2012 como un proyecto de seguimiento de The Plant List, con el objetivo de publicar una Flora en línea de todas las plantas conocidas hasta 2020. Es un proyecto del Convenio sobre la Diversidad Biológica, cuyo objetivo es evitar la pérdida de especies de plantas en todo el mundo. Ha sido desarrollado por un grupo colaborativo de instituciones de todo el mundo en respuesta a la Estrategia Global 2011-2020 para la Conservación de Plantas. Se consideró que una flora accesible de todas las especies vegetales conocidas era un requisito fundamental para la conservación de las plantas. Este sitio proporciona una base de referencia para la consecución y seguimiento de otras metas estratégicas. WFO fue concebida en 2012 por un grupo inicial de cuatro instituciones: el Jardín botánico de Misuri, Jardín Botánico de Nueva York, el Real jardín botánico de Edimburgo y el Royal Botanic Gardens, Kew. En total, 36 instituciones han participado en la producción.